# سانکین کوتای

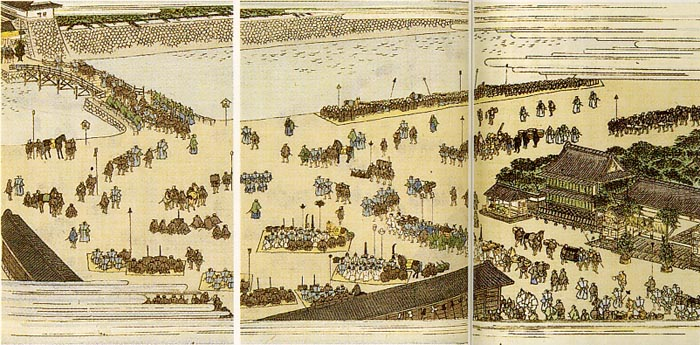
قلعه ادو

سانکین کوتای (به ژاپنی: 参勤交代 Sankin-kōtai) یا سیستم حضور و غیاب متناوب دایمیوها در ادو، در واقع یک سیستم گروگانگیری بود که در آن بیش از ۲۵۰ خاندان دایمیو (فئودال‌های بزرگ) در سراسر کشور ژاپن را مجبور می‌ساخت که هر دو سال در ادو مقر شوگون‌سالاری، به اتفاق همسر و فرزندان خویش اقامت گزینند، تا زیر نظر مستقیم شوگون باشند. پس از یک سال اقامت، آنها دوباره به هان خود (قلمروی خود) بازمی‌گشتند. از نظر سیاسی وسیله‌ای برای استقرار و استحکام بیش‌از پیش حکومت مرکزی و جلوگیری از طغیان نیروهای فئودالی مناطق دیگر محسوب می‌شد، ولی از نظر اقتصادی، باعث می‌گردید که نیمی از درآمد دایمیوها صرف هزینه‌های مربوط به حضور متناوب در پایتخت گردد، به‌خصوص که به دستور شوگون، هر دایمیو موظف بود عمارتی باشکوه برای اقامت همسر و فرزندان خود، در ادو برپا نماید تا پس از او برای ورثه‌اش باقی بماند. به همین خاطر است که عده‌ای از محققان معتقدند که علاوه‌بر تشویق تولید محصولات محلی برای فروش، سیستم گروگان‌گیری مزبور نیز نقش عمده در تبدیل اقتصاد طبیعی ژاپن به اقتصاد پولی در این دوران داشته است.

## تاریخچه
تویوتومی هیده‌یوشی پیشتر روش مشابه‌ای را مبنی بر نگه داشتن همسران و وارثان (دایمیوها) در قلعه اوساکا یا اطراف آن، به عنوان گروگان و جهت اطمینان از وفاداری دایمیوها ایجاد کرده بود. پس از نبرد سکیگاهارا و تأسیس شوگون سالاری توکوگاوا، این گروگان‌گیری در پایتخت جدید ادو به صورت عرف ادامه یافت. برای دایمیوهای توزاما در از سال ۱۶۳۵، و برای دایمیوهای فودای از سال ۱۶۴۲ اجباری شد. به جز یک دوره هشت ساله تحت حکومت توکوگاوا یوشیمونه، این قانون تا سال ۱۸۶۲ باقی ماند.

## لغو سیستم
در سال ۱۸۵۳، متیو پری به سواحل ژاپن رسید و با قدرت نظامی عظیم خود، قدرت‌های غربی شروع به اعمال فشار بر ژاپن برای باز کردن مرزهای خود کردند. در سال ۱۸۶۲، دربار امپراتوری خواستار اصلاحاتی در دولت شوگون‌سالاری، از جمله سیستم سانکین-کوتای، شد و شیمازو هیسامیتسو نیز به دلیل دفاع ساحلی، خواستار اصلاحات در سیستم سانکین-کوتای شد. این یک وضعیت غیرمعمول بود که در آن یک دایمیوی خارجی خواستار اصلاحات در دولت شوگون‌سالاری شد، اما شوگون‌سالاری با اعمال تغییراتی در سیستم سانکین-کوتای پاسخ داد. در اوت ۱۸۶۲، تعداد دفعات سانکین-کوتای به هر سه سال یک بار (۱۰۰ روز) افزایش یافت و تعداد مأموران در ادو در حالی که دایمیوها در کشور بودند، کاهش یافت. علاوه بر این، به فرزندان و همسران و فرزندان مشروع دایمیوها اجازه بازگشت به کشورهای خود داده شد، دیگر برای بازگشت دایمیوها و همسران و فرزندان ملازمانشان نیازی به نامه از مقامات شوگون‌سالاری نبود و بازرسی‌های ایست بازرسی برای مسافران عمومی، از جمله موارد دیگر، در آنچه به عنوان اصلاحات بونکیو شناخته می‌شود، ساده‌تر شد. هدف از این کار افزایش قدرت نظامی ژاپن به‌طور کلی و محافظت از خط ساحلی کشور بود، اما در نهایت به تضعیف قدرت شوگون‌سالاری توکوگاوا منجر شد.
در پس زمینه این کاهش نفوذ شوگون‌سالاری، درگیری مسلحانه‌ای معروف به حادثه کینمون در اوت ۱۸۶۴ در کیوتو بین قلمرو چوشو و شوگون‌سالاری ادو و خاندان ساتسوما رخ داد. آنها با استفاده از این فرصت، سعی کردند سیستم را ماه بعد در ماه سپتامبر احیا کنند، اما اعتبار شوگون‌سالاری از قبل به شدت آسیب دیده بود و بسیاری از قلمروها از این امر پیروی نکردند و این نشان دهنده کاهش قاطع نیروی مرکزگرای شوگون‌سالاری بود. بنابراین، در سال سوم دوران کیو (۱۸۶۷)، همراه با احیای حکومت امپراتوری، این سیستم ناپدید شد.